# Indicatif régional 660
L'indicatif régional 660 est le code du plan de numérotation téléphonique pour le nord et l'ouest du Missouri dans le plan de numérotation nord-américain. Il a été créé le 12 octobre 1997 après scission de l'indicatif régional 816.

## Villes majeures
- Brookfield
- Kirksville
- Marshall
- Maryville
- Moberly
- Sedalia
- Warrensburg

## Autres villes
- Boonville
- Majordome
- Callao
- Carrollton
- Chillicothe
- Clinton
- Fayette
- Higginsville
- Indian Grove
- Lexington
- Macon
- Madison
- Marceline
- Rock Port
- Salisbury
- Couvreur
- Trenton
- Varsovie
- Windsor